# Néos Skopós
Néos Skopós (Neos Skopos) är en ort i Grekland.   Den ligger i prefekturen Nomós Serrón och regionen Mellersta Makedonien, i den nordöstra delen av landet, 300 km norr om huvudstaden Aten. Néos Skopós ligger 29 meter över havet och antalet invånare är 1 934.
Terrängen runt Néos Skopós är platt åt sydväst, men åt nordost är den kuperad.Runt Néos Skopós är det ganska glesbefolkat, med 23 invånare per kvadratkilometer. Närmaste större samhälle är Serrai, 8,5 km nordväst om Néos Skopós. Trakten runt Néos Skopós består till största delen av jordbruksmark.